# Eje transversal PE-38 (Perú)
El Eje transversal PE-38 es uno de los veinte eje que forma parte de la red transversal de Red Vial Nacional del Perú. Está conformado por las rutas nacionales PE-38 y PE-38 A. Recorre los departamentos de Tacna y Puno.

## Rutas
- PE-38: Tacna-Mazocruz.
- PE-38 A (ramal): Mazocruz-Ilave.